# Atón (ciudad)
Atón, también conocida como El ascenso de Atón o Ciudad Dorada Perdida, es una antigua ciudad en el margen oriental del Nilo, cerca de Luxor en el Valle de los Reyes, que comenzó a excavarse a finales de 2020 y parece haberse mantenido intacta durante dos milenios. Es probablemente la ciudad más grande descubierta del Antiguo Egipto, con un grado notable de preservación, que la han llevado a compararse con Pompeya.

## Datación
La fundación de la ciudad está datada en el periodo de Amenhotep III, hace en torno a unos 3.400 años (1386 - 1353 a. C.) La ciudad fue abandonada posteriormente por su hijo y heredero Akenatón, quien se trasladó a Amarna. De momento se han atestiguado cuatro capas de asentamientos cuyo último período corresponde a la etapa copta-bizantina de entre los siglos III y VII.

## Descubrimiento
Muchas misiones de exploración han intentando localizar la ciudad anteriormente sin éxito. Las excavaciones en el yacimiento, aproximadamente en una zona entre los templos funerarios de Ramsés III y de Amenhotep III, fueron dirigidas bajo la dirección del arqueólogo egipcio Zahi Hawass, y comenzaron en septiembre de 2020, descubriendo al principio los barrios meridionales de la ciudad. Hawass y su equipo se encontraron con los restos de la ciudad cuando buscaban el templo funerario de Tutankamón. El hallazgo reveló lo que parece ser el mayor centro administrativo e industrial de la época. En abril de 2021 se localizaron los barrios septentrionales y la necrópolis de la ciudad, aunque aún no han sido excavados.
La ciudad forma parte del complejo palaciego de Amenhotep (Nebmaatre «el deslumbrante Atón»), que se encuentra justo al norte del nuevo área. Los hallazgos iniciales fueron anunciados a la prensa en abril de 2021. El hallazgo ha sido aclamado por Betsy Bryan como el mayor descubrimiento en Egipto desde la excavación de la tumba de Tutankamón.

## Estructura
Con el objetivo de datar los diversos barrios, conformados alrededor de una muralla en forma de zig-zag, se han excavado un barrio de panaderos, lleno de artefactos de la vida cotidiana y relacionados con la vida artística e industrial de la ciudad. Las diversas trazas descubiertas hasta ahora sugieren que Atón cayó subsecuentemente bajo el reinado de Tutankamón, y fue ocupada justo después por el penúltimo faraón de la Dinastía XVIII, Ay. Tres palacios distintos han sido identificados.
Un número de inscripciones permitió a los arqueólogos establecer fechas precisas correspondientes a la historia de la ciudad. Una de ellos hace referencia al año 1337 a. C., coincidiendo con el reinado de Akenatón, quién se cree que trasladó la capital a Amarna al año siguiente.

## Citas
1. 1 2 3  Blakemore, 2021.
2. ↑  Giuliani, 2021.
3. ↑  Virtuani, 2021.
4. 1 2  Alberti y Guy, 2021.
5. ↑  AFP, 2021.
6. ↑  GEO y AFP, 2021.